# Eriochloa pseudoacrotricha
Eriochloa pseudoacrotricha är en gräsart som först beskrevs av Otto Stapf och Albert Thellung, och fick sitt nu gällande namn av John McConnell Black. Eriochloa pseudoacrotricha ingår i släktet Eriochloa och familjen gräs. Inga underarter finns listade i Catalogue of Life.